# Pawieł Giliłow
Pawieł Lwowicz Giliłow (ros. Павел Львович Гилилов; ur. 23 lipca 1950 w Doniecku, w obwodzie rostowskim) – rosyjski pianista i pedagog, laureat IV nagrody na IX Międzynarodowym Konkursie Pianistycznym im. Fryderyka Chopina (1975).

## Życiorys

### Wykształcenie i konkursy muzyczne
Na fortepianie zaczął grać w wieku pięciu lat, a trzy lata później zadebiutował z orkiestrą. W 1973 ukończył z wyróżnieniem studia pianistyczne w Konserwatorium Leningradzkim. W 1976 rozpoczął na tej samej uczelni pracę pedagogiczną.
W trakcie swojej kariery odniósł sukcesy na kilku konkursach muzycznych:
- IV Wszechrosyjski Konkurs Pianistyczny w Moskwie (1972) – II nagroda
- IX Międzynarodowy Konkurs Pianistyczny im. Fryderyka Chopina (1975) – IV nagroda
- Międzynarodowy Konkurs Muzyczny im. Giovanniego Battisty Viottiego w Vercelli (1978) – I nagroda

### Międzynarodowa kariera
W 1978 roku wyemigrował z ZSRR do Niemiec i rozpoczął międzynarodową karierę. Występował w wielu krajach świata ze znanymi orkiestrami i dyrygentami. Występuje na wielu festiwalach. Brał udział m.in. w 50. Międzynarodowym Festiwalu Chopinowskim w Dusznikach-Zdroju (1995). 
Jest też pedagogiem muzycznym, profesorem w Hochschule für Musik und Tanz Köln i Mozarteum oraz organizatorem wielu kursów mistrzowskich dla pianistów. W 2005 był inicjatorem powstania Międzynarodowego Konkursu Pianistycznego im. Ludwiga van Beethovena w Bonn (ang. International Telekom Beethoven Competition Bonn).

## Repertuar i dyskografia
W jego repertuarze znajdują się utwory m.in. Fryderyka Chopina, Johanna Nepomuka Hummla, Siergieja Rachmaninowa, Siergieja Prokofjewa oraz Johannesa Brahmsa. Nagrał wiele płyt dla różnych wytwórni muzycznych (m.in. Deutsche Grammophon, Virgin Records i Polskie Nagrania „Muza”). W sezonie artystycznym 1992/1993 dokonał prawykonania II koncertu fortepianowego Krzysztofa Meyera.